# Pierre Vignon (prêtre)
Pour les articles homonymes, voir Vignon.
Pierre Vignon, né le 1er juin 1954, est un prêtre catholique français du diocèse de Valence dans la Drôme, ordonné en juin 1980. Investi dans la défense des victimes d'abus sexuels dans l’Église, il n'est pas reconduit en 2018 dans ses fonctions de juge du tribunal ecclésiastique de Lyon après avoir demandé la démission de Philippe Barbarin jugé pour non-dénonciation des agissements pédocriminels du prêtre Bernard Preynat.

## Biographie
Pierre Vignon est né le 1er juin 1954 à Chambéry en Savoie. Proche de la mystique Marthe Robin, il indique lui devoir sa vocation de prêtre. Il étudie au Séminaire français de Rome et à l’Institut de spiritualité de l’Université pontificale grégorienne. Il se forme pendant deux ans en philosophie à l'université de Fribourg. 
Il est ordonné prêtre le 29 juin 1980 à Valence dans la Drôme,. Après un passage en paroisse comme vicaire dans ce diocèse, il étudie à la faculté de droit canonique de Paris. En 1987, il est victime d'un grave accident de la route, suivi de presque cinq années de convalescence et de dépression post-traumatique. Dans cette épreuve, il dit avoir été peu soutenu par son institution,. Il est nommé en 1993 juge à l'officialité inter-diocésaine de Lyon,. Il est écarté de sa fonction en 2018 après avoir appelé à la démission du cardinal Philippe Barbarin. Il vit à La Chapelle-en-Vercors dans le Vercors.

## Prises de position

### Abus sexuels au sein de l'Église catholique
Ayant été l'avocat d’une victime de Thierry de Roucy en 2007, il conseille à partir de 2010 des personnes abusées dans l’Église catholique. Il devient ainsi, dès sa création en 2015, le soutien discret de La Parole Libérée qui regroupe les victimes du prêtre Bernard Preynat,. Lors de l'affaire Philippe Barbarin, au moment où le cardinal est poursuivi pour non-dénonciation des agissements pédocriminels de Bernard Preynat, Pierre Vignon lance le 21 août 2018 une pétition appelant à sa démission. Il se réclame de la Lettre au peuple de Dieu publiée le jour précédent par le pape François qui dénonce le cléricalisme dans le non-traitement des abus sexuels par la hiérarchie de l’Église catholique,,. La pétition est signée par 105 000 personnes,. À la suite de cette prise de position qui déplaît fortement à sa hiérarchie, dont son évêque Pierre-Yves Michel qui déplore un « manque de cohérence », il n'est pas reconduit dans ses fonctions de juge au tribunal ecclésiastique de Lyon,. 
Il est auditionné en février 2019 avec quatre autres personnalités catholiques par la Mission commune d’information (MCI) du Sénat sur les infractions sexuelles sur mineurs. En juin de la même année, il est entendu par la Commission indépendante sur les abus sexuels dans l'Église (CIASE), rassemblée en réunion plénière autour de son président Jean-Marc Sauvé.

### Marthe Robin
Dans sa jeunesse, il fréquente l'école de Châteauneuf-de-Galaure dans la Drôme. Il y fait la connaissance de la mystique Marthe Robin et du père Georges Finet, fondateurs des Foyers de Charité. Ces deux  personnalités le marquent fortement.
À la suite du livre posthume La Fraude mystique de Marthe Robin du carme Conrad De Meester (1936-2019) où ce dernier accuse la mystique de Châteauneuf-de-Gallaure de plagiat et d’imposture, en particulier sur sa paralysie et son inédie supposées, Pierre Vignon publie en 2021, Marthe Robin en vérité où il prend sa défense. Pour lui, la vie de  Marthe ne peut pas être comprise sans la foi : « La mystique désigne l’union intime qu’a vécue un chrétien à l’initiative de Dieu. Comme telle, elle échappe à l’investigation. ». Concernant le plagiat allégué, il explique que « ce qui est plus rare, mais qui existe, c’est un plagiat textuel involontaire chez les personnes qui ont une excellente mémoire verbale ». Selon le journaliste Christophe Henning de La Croix, son « dépit est perceptible » dans certains de ses propos. Pour Pierre Vignon, « la seule chose qui ne soit pas permise, c’est de raconter n’importe quoi », visant ainsi Bernard Peyrous et Conrad De Meester,.

## Ouvrages
- Dieu est liberté, Golias, 2015, 170 p. (ISBN 978-23-547-2262-3)
- Avec François Jourdain, Plus jamais ça !, Éditions de l'Observatoire, 2019, 128 p. (ISBN 979-10-329-0495-4)
- Marthe Robin en vérité, Éditions Artège, 2021, 269 p. (ISBN 979-10-336-1087-8)

### Préfacier
- Patricia Blanco Suarez (préf. Pierre Vignon), 15 ans dans l'enfer de la famille monastique de Bethléem, Paris, Les Impliqués, décembre 2020 (réimpr. 2022), 242 p. (ISBN 978-2-343-21248-7, BNF 46685510, lire en ligne)